# Belarussische Grenzübergänge

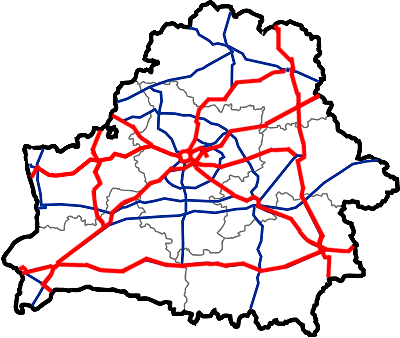
Karte mit den Hauptverkehrswegen von Belarus

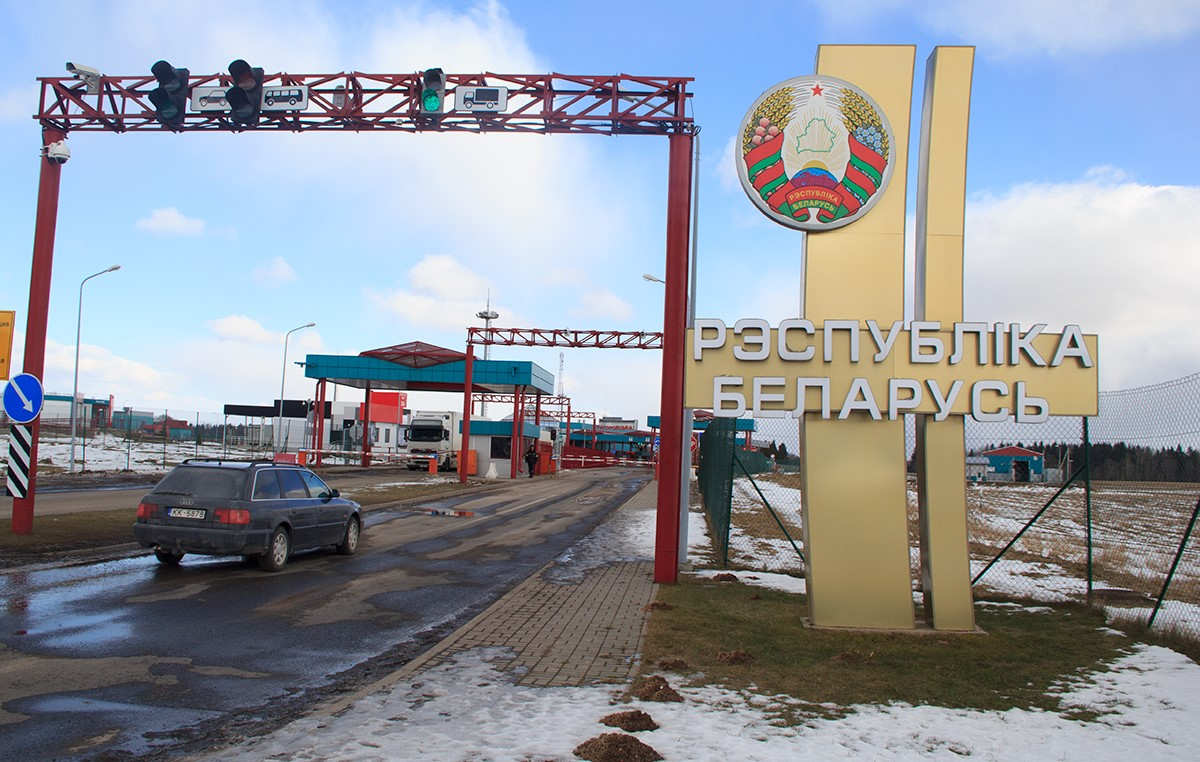
Grenzübergang in Hryharouschtschyna zu Lettland

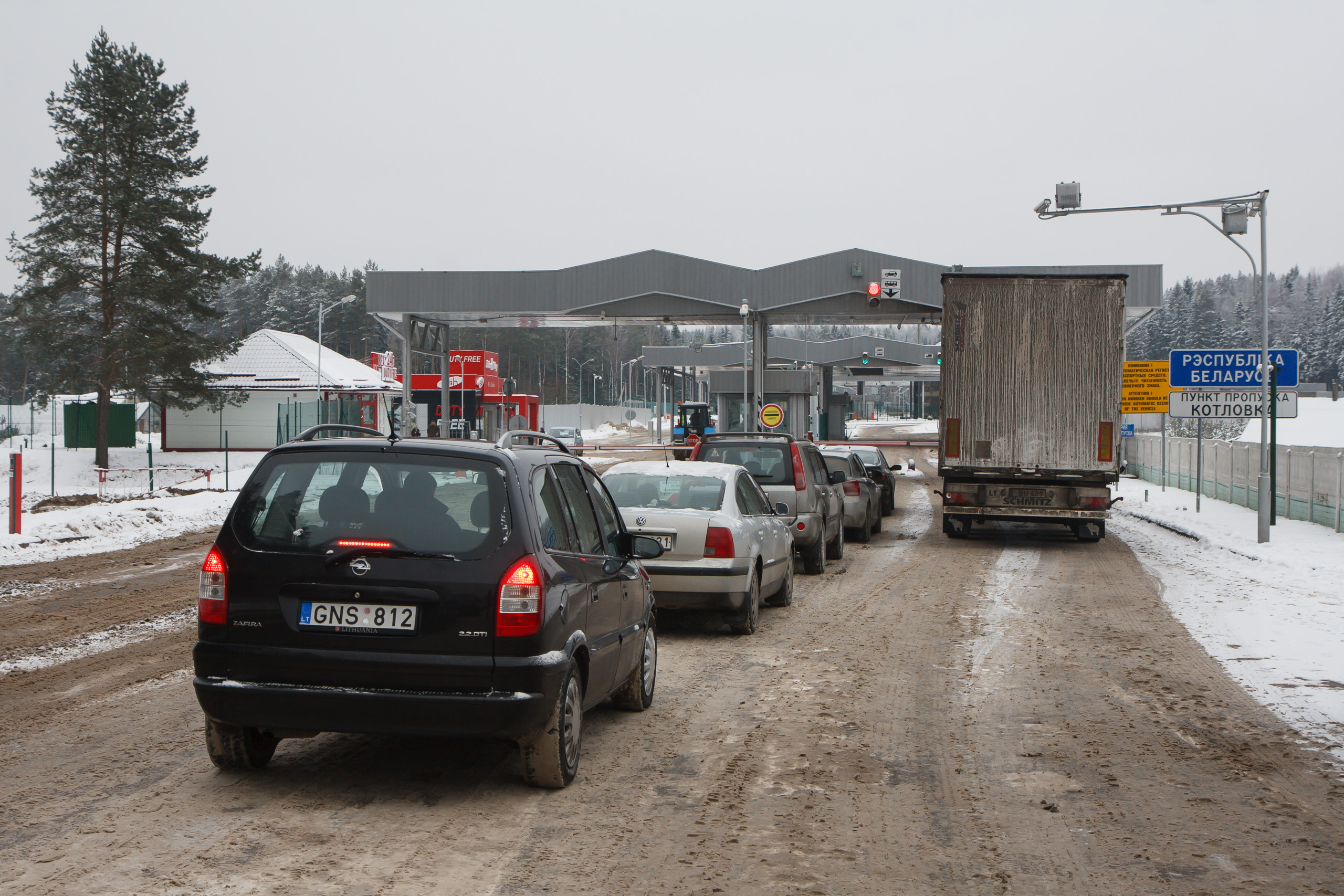
Grenzübergang in Katlouka zu Litauen

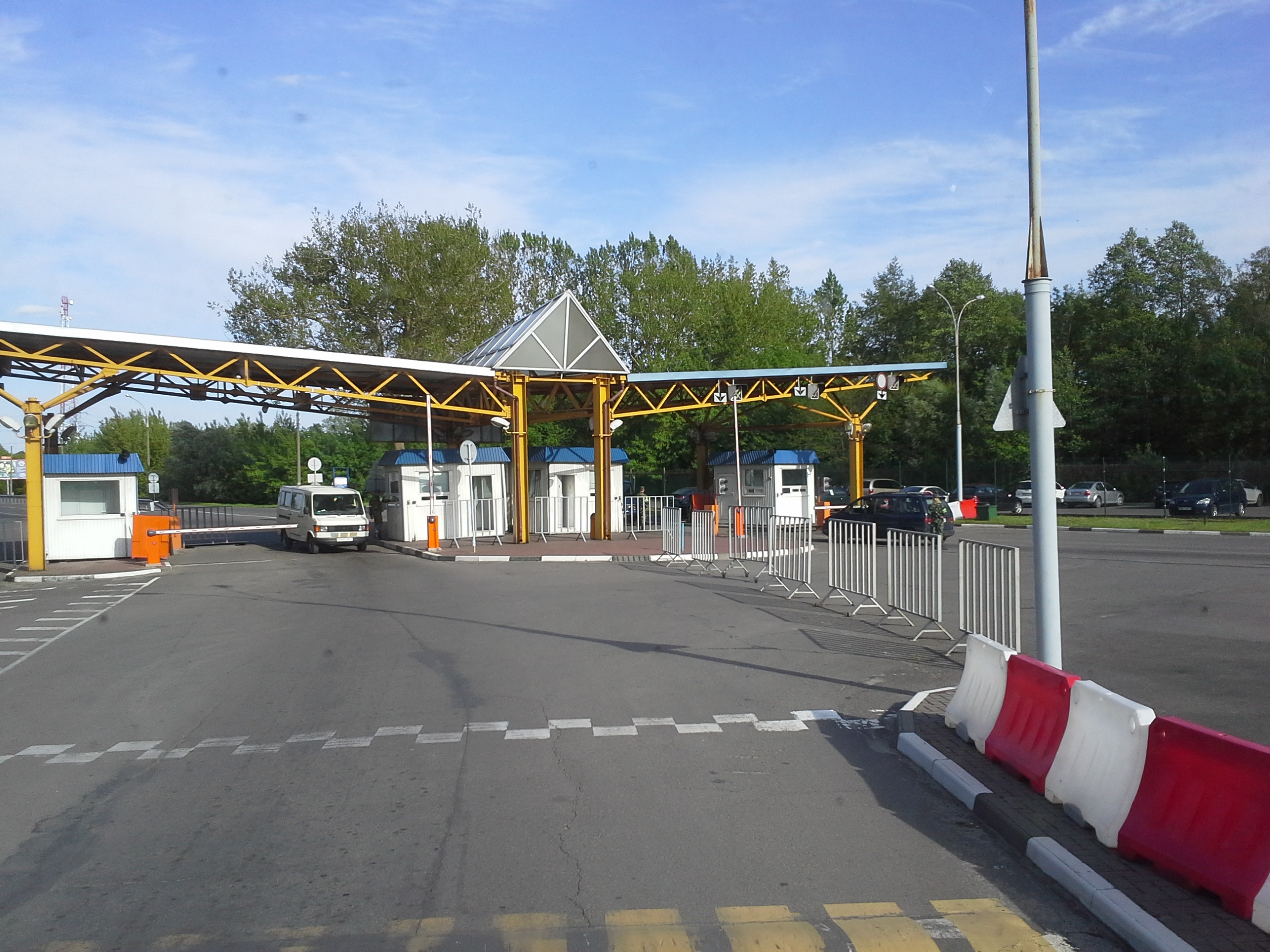
Grenzübergang in Brest zu Polen

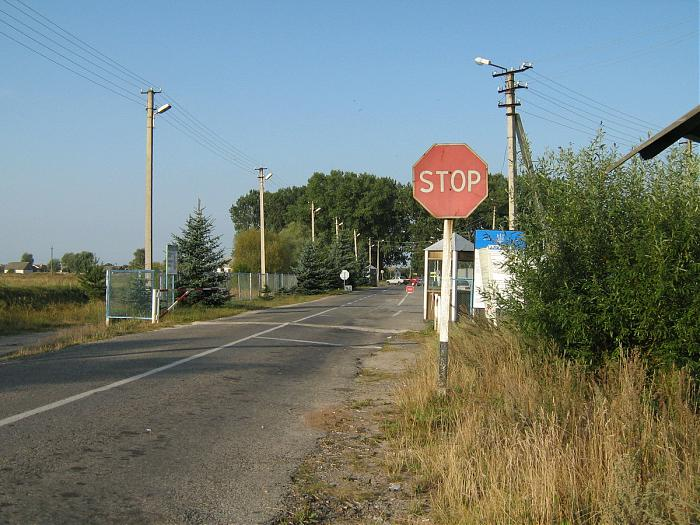
Grenzübergang bei Oltusch zur Ukraine

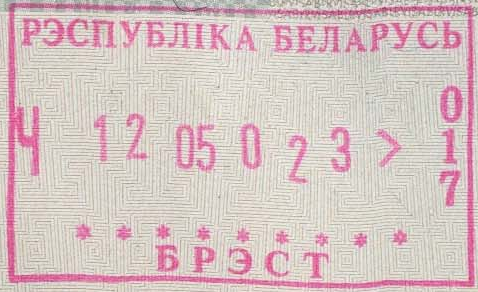
Belarussischer Ausreisestempel

Dies ist eine Liste belarussischer Grenzübergänge. Belarus grenzt an Polen, Litauen, Lettland, Russland sowie an die Ukraine.
Mit Lettland, Litauen und Polen sind drei Nachbarstaaten von Belarus Mitglieder der EU und des Schengenraumes, sodass hier eine EU-Außengrenze besteht. Dagegen gibt es an der Grenze zu Russland keine Grenzübergänge, da die Zoll- und Grenzkontrollen zwischen den beiden Ländern durch Verträge im Rahmen der Russisch-Belarussischen Union abgeschafft wurden, was zu Problemen beim Überqueren der Grenze von Drittstaatlern führte. Im Mai 2023 wurde bekannt gegeben, dass teilweise wieder Grenzkontrollen an der Grenze zwischen Belarus und Russland durchgeführt würden.

## Straßen- und Schienenübergänge
| Grenzübergang                                              | Nachbarland | Ort im Nachbarland                             | Art des Überganges    | Bemerkungen                                               | Koordinaten                      |
| ---------------------------------------------------------- | ----------- | ---------------------------------------------- | --------------------- | --------------------------------------------------------- | -------------------------------- |
| Hryharouschtschyna (Грыгароўшчына)                         | Lettland    | Pāternieki                                     | Straße                | International                                             | 55° 49′ 14,7″ N, 27° 37′ 45,1″ O |
| Urbany (Урбаны)                                            | Lettland    | Silene                                         | Straße                | International                                             | 55° 43′ 5,4″ N, 26° 52′ 24,8″ O  |
| Katlouka (Катлоўка)                                        | Litauen     | Lavoriškės                                     | Straße                | International                                             | 54° 43′ 7,2″ N, 25° 44′ 42,4″ O  |
| Loscha (Лоша)                                              | Litauen     | Šumskas                                        | Straße                | International                                             | 54° 35′ 29,9″ N, 25° 45′ 27″ O   |
| Kamenny Loh (Каменны Лог)                                  | Litauen     | Medininkai                                     | Straße                | International                                             | 54° 32′ 39,6″ N, 25° 41′ 59,4″ O |
| Benjakoni (Беняконі)                                       | Litauen     | Šalčininkai                                    | Straße                | International                                             | 54° 16′ 23,1″ N, 25° 22′ 34,9″ O |
| Prywalki (Прывалкі)                                        | Litauen     | Raigardas (Druskininkai)                       | Straße                | International                                             | 53° 56′ 29,4″ N, 23° 58′ 14,8″ O |
| Brushi (Брузгі)                                            | Polen       | Kuźnica Białostocka                            | Straße                | International                                             | 53° 31′ 17,6″ N, 23° 39′ 34,7″ O |
| Berastawiza (Бераставіца)                                  | Polen       | Bobrowniki                                     | Straße                | International                                             | 53° 7′ 24,4″ N, 23° 53′ 34,7″ O  |
| Pererow (Переров) (Nationalpark Belaweschskaja puschtscha) | Polen       | Białowieża – Piererow                          | Fußgänger / Radfahrer | International, eingeschränkte visumfreie Einreise möglich | 52° 40′ 6,8″ N, 23° 51′ 30,7″ O  |
| Pjaschtschatka (Пяшчатка)                                  | Polen       | Połowce                                        | Straße                | International                                             | 52° 28′ 11,9″ N, 23° 21′ 29,3″ O |
| Kaslowitschy (Казловічы)                                   | Polen       | Kukuryki                                       | Straße                | International                                             | 52° 6′ 58,4″ N, 23° 33′ 56,8″ O  |
| Brest                                                      | Polen       | Terespol                                       | Schiene               | International                                             | 52° 5′ 18,7″ N, 23° 37′ 35,3″ O  |
| Brest                                                      | Polen       | Terespol                                       | Straße                | International                                             | 52° 4′ 21″ N, 23° 39′ 13,4″ O    |
| Damatschawa                                                | Polen       | Sławatycze                                     | Straße                | International                                             | 51° 45′ 56″ N, 23° 35′ 32″ O     |
| Tamaschouka (Тамашоўка)                                    | Ukraine     | Pulemez                                        | Straße                | International                                             | 51° 33′ 23,6″ N, 23° 38′ 13,3″ O |
| Oltusch (Олтуш)                                            | Ukraine     | Pischtscha                                     | Straße                | Interstate                                                | 51° 38′ 27,8″ N, 23° 52′ 37,5″ O |
| Makrany (Макраны)                                          | Ukraine     | Domanowe                                       | Straße                | International                                             | 51° 49′ 35,1″ N, 24° 18′ 47″ O   |
| Machro (Махро)                                             | Ukraine     | Dolsk                                          | Straße                | International                                             | 51° 56′ 7,3″ N, 25° 32′ 51″ O    |
| Newel (Невель)                                             | Ukraine     | Prykladnyky                                    | Straße                | Transnational                                             | 51° 55′ 32,9″ N, 25° 50′ 41,8″ O |
| Werchni Zerabjaschou (Верхні Церабяжоў) (Retschyza)        | Ukraine     | Horodyschtsche                                 | Straße                | International                                             | 51° 49′ 21,8″ N, 26° 41′ 33,2″ O |
| Hluschkawitschy (Глушкавічы)                               | Ukraine     | Maidan-Kopyschtschenskyj (Майдан-Копищенський) | Straße                | Interstate                                                | 51° 32′ 23,4″ N, 27° 50′ 39,2″ O |
| Nowaja Rudnja (Новая Рудня)                                | Ukraine     | Wystupowytschi                                 | Straße                | International                                             | 51° 37′ 40,8″ N, 29° 5′ 16,6″ O  |
| Aljaksandrauka (Аляксандраўка)                             | Ukraine     | Wiltscha                                       | Straße                | Interstate                                                | 51° 24′ 19,9″ N, 29° 27′ 10,5″ O |
| Kamaryn                                                    | Ukraine     | Slawutytsch                                    | Straße                | International                                             | 51° 23′ 37,8″ N, 30° 38′ 25,2″ O |
| Nowaja Huta (Новая Гута)                                   | Ukraine     | Nowi Jarylowytschi                             | Straße                | International                                             | 52° 4′ 56,6″ N, 30° 57′ 49,5″ O  |
| Wesjalouka (Весялоўка)                                     | Ukraine     | Senkiwka                                       | Straße                | International                                             | 52° 6′ 42,5″ N, 31° 46′ 51,6″ O  |

## Flughäfen
Grenzkontrollen an internationalen Flughäfen:
- Flughafen Minsk-2
- Flughafen Brest
- Flughafen Homel
- Flughafen Hrodna
- Flughafen Wizebsk